# Villefrancœur
Villefrancœur ist eine französische Gemeinde mit 420 Einwohnern (Stand: 1. Januar 2022) im Département Loir-et-Cher in der Region Centre-Val de Loire. Sie gehört zum Arrondissement Blois und zum Kanton Veuzain-sur-Loire. Die Einwohner werden Villefrancoeurois und Villefrancoeuroises genannt.

## Geographie
Die Gemeinde Villefrancœur liegt etwa 14 Kilometer nordwestlich von Blois. Nachbargemeinden von Villefrancœur sind Villemardy im Nordwesten und Norden, Champigny-en-Beauce im Norden und Nordosten, La Chapelle-Vendômoise im Osten und Südosten, Landes-le-Gaulois im Süden sowie Tourailles im Westen. Im Südosten der Gemeinde befindet sich ein Teil des Flugplatzes Aérodrome de Blois-Le Breuil.

## Bevölkerungsentwicklung
| Jahr                       | 1962 | 1968 | 1975 | 1982 | 1990 | 1999 | 2006 | 2013 | 2021 |
| -------------------------- | ---- | ---- | ---- | ---- | ---- | ---- | ---- | ---- | ---- |
| Einwohner                  | 397  | 355  | 350  | 411  | 461  | 462  | 471  | 434  | 423  |
| Quellen: Cassini und INSEE |      |      |      |      |      |      |      |      |      |

## Sehenswürdigkeiten
- Kirche Saint-Pierre aus dem 16. Jahrhundert
- Schloss Freschines aus dem 16./17. Jahrhundert
- Lavoir

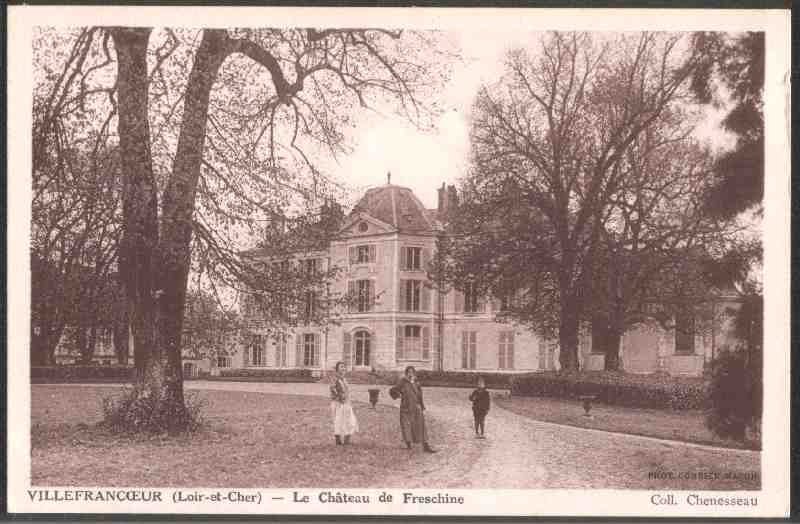
Schloss Feschines